# Kassaapparat

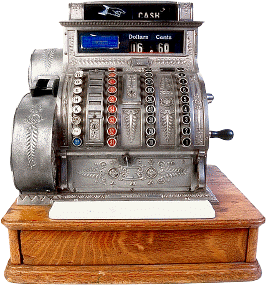
En äldre kassaapparat.

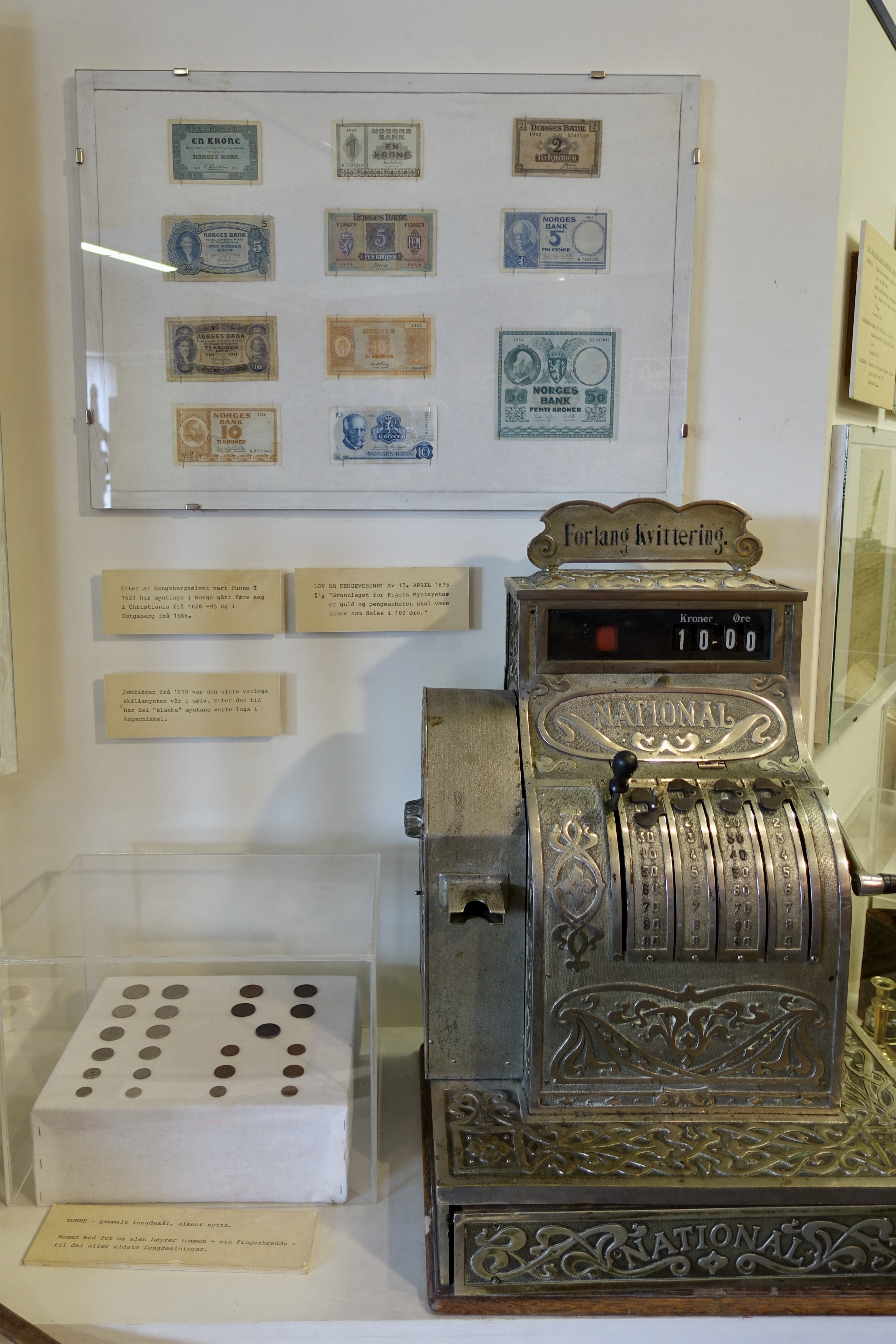
En äldre kassaapparat med spakar i Norge samt norska sedlar och mynt.

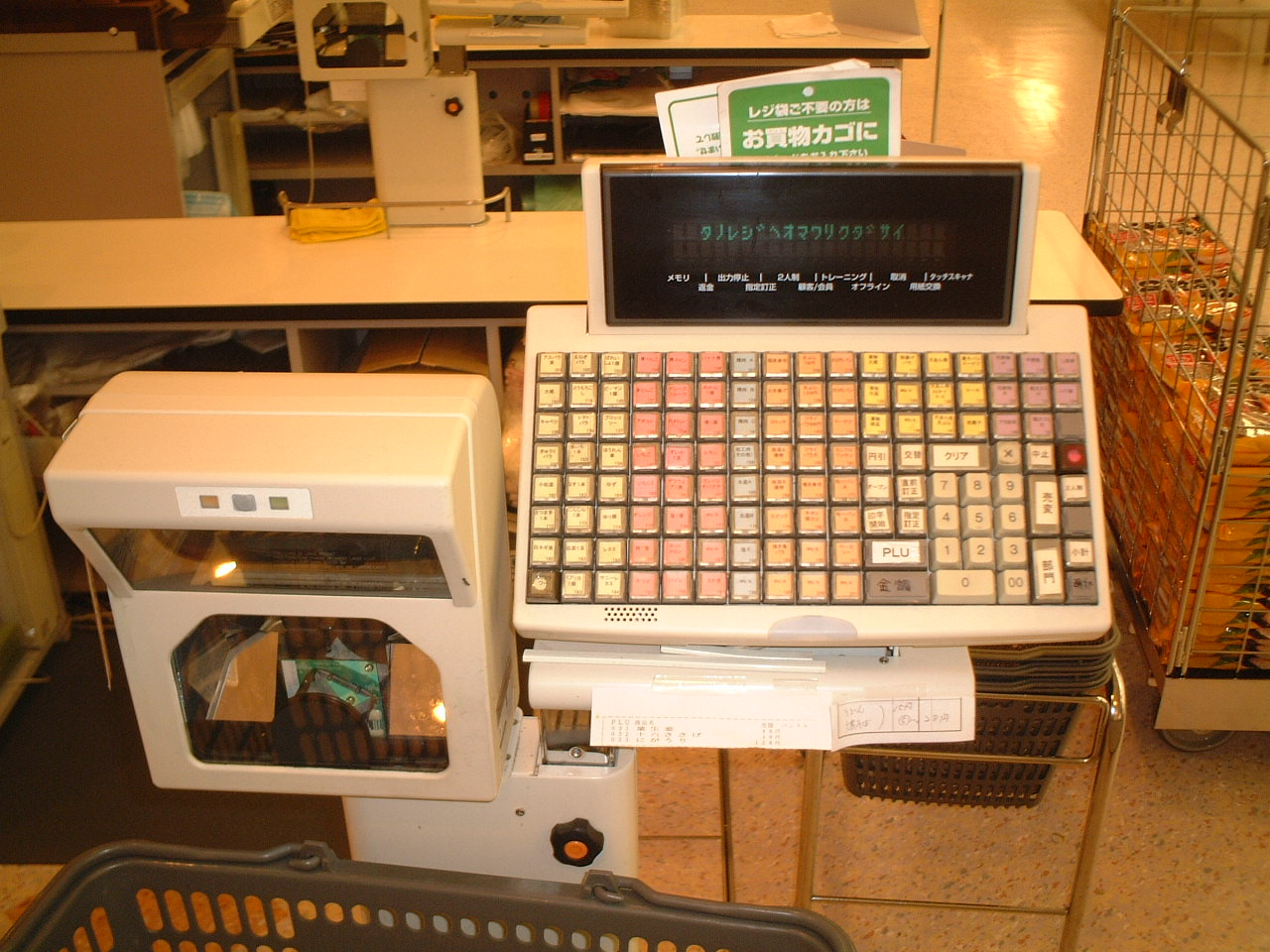
En japansk kassaapparat.

En kassaapparat eller kassaregister är en maskin som ofta används i butiker till att räkna samman priset på varor eller tjänster och förvara en kassa. Själva kassaapparaten brukar vara placerad på en kassalåda som öppnas automatiskt när ett köp har genomförts. En kassaapparat brukar också ha ett mindre tangentbord samt en display som visar för kassapersonalen vilka produkter som registrerats. Vanligen talar man om kassaregister eller kassasystem, istället för kassaapparater, då funktionerna är betydligt fler än tidigare. Det förekommer även kassadator, POS (från engelskans "point of sale"), istället för ett traditionellt kassaregister.

## Historia
Kassaapparaten uppfanns av den amerikanske barägaren James Ritty. Anledningen var att Ritty ville hindra oärliga anställda från att stjäla pengar. Det var en tid då den amerikanska handelsmarknaden expanderade. Den första modellen av kassaapparat klarade av att registrera köp och hade en ringklocka som bekräftade varje köp men ingen kassalåda för kontanter. År 1878 tog James och hans bror John Ritty, som hade kunskaper om mekanik, patent på kassaapparaten. Kassalåda tillkom några år senare när verksamheten hade nya ägare.
I slutet av 1800-talet tillverkades många kassaapparater i mässing, men även andra metaller och trä förekom. Efterföljande decennier förbättrades kassaapparaterna med ytterligare funktioner samtidigt som apparaterna användes allt mer i varuhusen.
År 1906 uppfann Charles F. Kettering den första kassaapparaten som var elmotordriven. Från mitten av 1900-talet blev det allt vanligare med elektroniska kassaregister, vilket var ungefär samtidigt som miniräknaren introducerades. Många av dessa kassaregister tillverkades i Japan och Europa. Kontokort började användas som betalsätt under 1950-talet. Först under 1970-talet blev det vanligt med streckkoder, när European Article Number (EAN) blev global standard. Dessförinnan matades belopp in manuellt siffra för siffra alternativt med snabbknappar eller snabbspakar i kassaapparaten.

## Äldre kassaapparater
Äldre kassaapparater användes ofta för förvara dagskassan med kontanter. Sådana innehöll en mekanik som lät kassabiträdet dra i olika spakar eller knappar för att ställa in priset, varpå kassabiträdet sedan vevar i en vev för att skjuta upp kassaluckan där pengarna förvaras.

## Användning
Vanligtvis brukar kassabiträdet dra varornas streckkod framför en streckkodsläsare som läser in streckkoden och kollar upp varan mot ett varuregister där den hämtar information om varan (bland annat namnet och priset), därefter skickas informationen vidare till kassan där den sparas tillfälligt. När alla kundens varor har blivit registrerade kan kassabiträdet avsluta köpet, då skrivs ett kvitto ut och kunden kan betala.

## Funktioner i kassaregister
Det moderna kassaregistret är utrustat med många funktioner. Bland annat kan det kopplas till en databas, beräkna moms och registrera detaljer om köp. Det går även att ansluta olika tillbehör som streckkodsläsare och kvittoskrivare. I matbutiker finns det ofta en våg för att kunna räkna ut priset på varor i lösvikt, såsom frukt och grönsaker. En annan ofta förekommande funktion till kassaregister i matbutiker är varuband som kunden lastar upp sina varor på.

## Lagkrav i Sverige
Enligt kassaregisterlagen måste nästan alla näringsidkare som säljer varor och tjänster mot kontant betalning från och med 1 januari 2010 ha ett certifierat kassaregister som uppfyller kraven i skatteverkets föreskrifter. Detta syftar till att försvåra fusk. Kravet gäller endast om försäljningen överstiger ett bestämt årsbelopp.
Skatteverket anger i sina föreskrifter att ett certifierat kassaregister består av två enheter; dels ett kassaregister med medföljande tillverkardeklaration som intygar att kassaregistret uppfyller kraven i föreskrifterna, dels en certifierad kontrollenhet för kassaregister som skall certifieras enligt kraven.
Krav i korthet 
- Ett kassaregister måste vara kopplad till en certifierad kontrollenhet som är igång och fungerar.
- Ett kassaregister måste överföra specificerad information till kontrollenheten.
- Ett kassaregister får inte ha några andra funktioner än vad som framgår av dess dokumentation.
- Ett kassaregister får inte vara kopplat till annan utrustning som påverkar funktionerna som omfattas av föreskrifterna.
- Ett kassaregister får inte ha någon mjukvara installerad som påverkar funktionerna som omfattas av föreskrifterna.
- Kassaregistret måste alltid skriva ut ett kvitto vid köp.
- Övningskvitton, kvittokopior och förhandsnotor måste vara klart märkta så att de inte kan förväxlas med vanliga försäljningskvitton.
- Kvitton och X / Z -rapporter måste innehålla all information som anges i föreskrifterna.
- Ett kassaregister får inte kunna skriva ut mer än en kvittokopia.
- Kassaregistret ska kunna registrera växelkassa.
- Kassaregistret ska ha en tillverkardeklaration som visar att den uppfyller föreskrifternas krav.

### Kontrollenhet
En kontrollenhet för kassaregister tar emot kvittoinformation från ett kassaregister och registrerar denna i en krypterad databas. Som svar skickar kontrollenheten tillbaka en kontrollkod som i princip är en digital signatur som verifikation på att kontrollenheten behandlat kvittot.
Kontrollkoden skrivs ut på journalremsan eller lagras i ejournalen så att kontrollanter i efterhand kan kontrollera att kvittot är giltigt.
En kontrollant kan läsa ut den krypterade databasen genom att stoppa in ett Secure Digital-minneskort i kontrollenheten.
Skatteverkets föreskrifter för kontrollenheter (SKVFS 2009:12) definierar tre olika typer av kontrollenheter.
- Kontrollenheter av Typ A kopplas till ett enkelt kassaregister som hanterar ett företags registreringar. Kassaregistret är ansvarig för att kvitto skrivs ut med kontrollkod.
- Kontrollenheter av Typ B kopplas mellan kassaregister och kvittoskrivaren. Kontrollenheten som är ansvarig för att lägga till kontrollkoden på kvittot.
- Kontrollenheter av Typ C är för serverbaserade system eller för kassaregister som hanterar olika företags registreringar.

Krav på kontrollenheten i korthet
- Kontrollenheten skall ha en kapacitet för att lagra 5 års transaktioner.
- Data får inte kunna förvanskas.
- Kontrollenheten måste certifieras av ett av Swedac ackrediterat certifieringsorgan.
- Krypteringsnycklar skall vara skyddade mot utläsning.